# Pilosa
Pilosa é uma ordem de mamíferos placentários que inclui as preguiças e os tamanduás, endêmica das Américas. Antigamente era agrupada juntamente com a Cingulata na ordem Xenarthra (Edentata), entretanto, análises moleculares demonstraram esse arranjo polifilético, sendo assim, a ordem foi considerada inválida e desmembrada em duas novas ordens.

## Classificação
- Ordem Pilosa
  - Subordem Vermilingua Illiger, 1811 emend. Gray, 1869
    - Família Cyclopedidae Pocock, 1924 - tamanduaí
    - Família Myrmecophagidae Gray, 1825 - tamanduás

  - Subordem Folivora Flower, 1883
    - Família Bradypodidae Gray, 1821 - preguiças-de-três-dedos
    - Família Megalonychidae Gervais, 1855 - preguiças-de-dois-dedos
    - Família †Megatheriidae Gray, 1821 - preguiça-gigante
    - Família †Nothrotheriidae Ameghino, 1920
    - Família †Mylodontidae Gill, 1872
    - Família †Scelidotheriidae Ameghino, 1889
    - Família †Orophodontidae Ameghino, 1895
    - Família †Rathymotheriidae Ameghino, 1904
    - Família †Entelopidae Ameghino, 1889